# Rita rita
Rita rita är en fiskart som först beskrevs av Hamilton 1822.  Rita rita ingår i släktet Rita och familjen Bagridae. IUCN kategoriserar arten globalt som livskraftig. Inga underarter finns listade i Catalogue of Life.